# Biskup Marianos pod opieką Chrystusa i Matki Boskiej
Biskup Marianos pod opieką Chrystusa i Matki Boskiej – nubijskie malowidło ścienne datowane na I poł. XI w., wykonane temperą na tynku mułowym w technice al secco. Anonimowe dzieło odnaleziono w katedrze w Faras na terenie dawnej Nubii w dzisiejszym Sudanie.
Malowidło zostało odkryte przez polski zespół archeologów w czasie jednej z kampanii archeologicznych prowadzonych w latach 60. XX wieku pod patronatem UNESCO (tzw. Kampanii Nubijskiej lub Akcji Nubijskiej) podczas prac prowadzonych w Faras. Od 1964 roku znajduje się w zbiorach Muzeum Narodowego w Warszawie. Jest eksponowane w  Sali VI Galerii Faras im. Profesora Kazimierza Michałowskiego. Jest jednym z czternastu odkrytych w katedrze w Faras wizerunków biskupów i jednym z sześciu najlepiej zachowanych portretów hierarchów nubijskich.

## Opis
Namalowanie portretu w katedralnym kościele w Faras należało do obowiązków każdego nowo obranego biskupa Pachoras. Na malowidle przedstawieni zostali biskup Faras Marianos (sprawujący urząd w latach 1005-1036) z Matką Boską, trzymającą na lewej ręce Dzieciątko, oraz z Chrystusem, ukazanym jako człowiek dorosły. Postać hierarchy, którego identyfikację umożliwia inskrypcja, ukazana została w pozycji stojącej. Biskup błogosławi prawą ręką, kierując palce w stronę księgi trzymanej w ręce lewej, zgiętej w łokciu. Wokół palca wskazującego prawej dłoni ma owinięty enchirion. Marianos ukazany został w biskupich szatach liturgicznych. Nosi czarny felonion zdobiony żółtym pasem z zielonymi kropkami na wysokości ramion oraz purpurowy omoforion zdobiony żółtymi prostokątami, rozetami i kołami na całej długości, wykończony zielonym prostokątem z żółtym krzyżem. Pod felonionem hierarcha ma zielony epitrachelion zdobiony dwoma żółtymi prostokątami, poniżej dwoma żółtymi kołami w zielonym obramieniu, u dołu ponownie dwoma żółtymi prostokątami w obramieniu czerwonym, zwieńczonymi żółtymi krzyżykami. Epitrachelion Marianosa jest najbardziej bogato zdobiony w porównaniu z szatami innych biskupów Pachoras, których wizerunki zostały odkryte w Faras. Duchowny ubrany jest również w biały sticharion w pionowe pasy koloru żółtego z długimi rękawami, nosi ponadto purpurowe pantofle. Marianos został sportretowany jako mężczyzna czarnowłosy, o jasnobrązowej karnacji, z dużymi odstającymi uszami, czarnymi wąsami, kępką czarnego zarostu i prostym nosem o zgeometryzowanych, szerokich nozdrzach i regularnymi brwiami. Biskup ma długą brodę opadającą na czerwony kołnierz szaty.
Stroje biskupów Pachoras sportretowanych w katedrze w Faras, w zestawieniu z innymi źródłami archeologicznymi i ikonograficznymi, pozwalają przyjąć, że niektórzy hierarchowie byli monofizytami, inni zaś – melkitami (uznawali postanowienia soboru chalcedońskiego). Marianos nie posiada elementów szat charakterystycznych dla monofizyckich Koptów, a zatem był najprawdopodobniej melkitą. Równocześnie stroje wszystkich biskupów Pachoras charakteryzuje niespotykane gdzie indziej łączenie elementów pochodzenia koptyjskiego, bizantyjskiego, łacińskiego, abisyńskiego.
Pierwotnie po lewej stronie hierarchy na malowidle został ukazany Jezus Chrystus, jednak jego postać zachowała się tylko we fragmentach. Widoczny jest nimb, część nogi i szaty oraz palce dłoni na ramieniu Marianosa. Obok postaci Zbawiciela wyobrażony był św. Melas, którego postać zachowała się w drobnym fragmencie, a poniżej ukazane było również przedstawienie drzewa (malowidło znajduje się również w zbiorach Muzeum Narodowego w Warszawie).
Po prawej stronie Marianosa stoi Matka Boża. Jej postać jest o pięć centymetrów wyższa, niż wizerunek biskupa (odpowiednio 200 i 195 cm). Maria stoi frontalnie, pochylając nieznacznie głowę w stronę biskupa, prawą dłoń kładzie na jego ramieniu, zaś na lewej ręce trzyma Dzieciątko Jezus. Matka Boża ukazana została w szaroniebieskiej tunice zdobionej białymi rozetkami i czerwonymi pionowymi pasami oraz w maforionie barwy ciemnofioletowej purpury, który, okrywając jej głowę (przykrytą dodatkowo brązową chustą) i ramiona, sięga do stóp. Wokół kciuka lewej ręki Maria ma owiniętą mappulę zdobioną na końcach pasami brązowymi i zielonymi, na nogach nosi purpurowe pantofle. Twarz Matki Bożej jest biała, jej oczy podkreślono zieloną i brązową linią; dodatkową linią podkreślono także podbródek Marii. Wokół jej głowy widnieje nimb.
Chrystus Emmanuel, podtrzymywany przez matkę, ukazany został w ujęciu trzy czwarte, w białym chitonie i białym himationie; fałdy i kontury jego stroju namalowano kolorem czerwonobrązowym. Jego twarz również jest biała, brązowe włosy zasłaniają uszy i w dwóch pasmach opadają na czoło. Podobnie jak Maria, Jezus patrzy przed siebie; jego oczy również podkreślono zieloną linią. Prawą ręką Jezus błogosławi biskupa Marianosa, w lewej zaś trzyma księgę w oprawie zdobionej kamieniami szlachetnymi. Dookoła głowy Jezusa widoczny jest nimb krzyżowy.